# Кастл, Ник
Ник Кастл (иногда как Касл) (англ. Nick Castle; род. 21 сентября 1947, Лос-Анджелес, Калифорния) — американский кинорежиссёр, сценарист и актёр.

## Биография
Николас Чарльз Кастл-младший родился 21 сентября 1947 года в Лос-Анджелесе в семье Николаса Чарльза Кастла-старшего (англ. Nicholas Charles Castle, Sr.; 1910—1968), актёра и хореографа, и Милли Гранаты (англ. Millie Granata). С самого детства часто появлялся в массовках в фильмах с участием отца. Окончил в 1970 году англ. USC School of Cinematic Arts, там же работал кинооператором.
Награды и номинации
1985 — Кинофестиваль в Авориазе — Гран-при за фильм «Последний звёздный боец» — номинация.
1987 — «Сатурн» — Премия за лучший сценарий за фильм «Мальчик, который умел летать» — номинация. Там же, тогда же, за тот же фильм — Премия за лучший фильм-фэнтэзи — победа
2001 — Брюссельский кинофестиваль фантастических фильмов — «Серебряный ворон» за фильм «Ангел-хранитель» — победа
2001 — Кинофестиваль в Джиффони — «Бронзовый грифон» и Золотая медаль областного совета за фильм «Ангел-хранитель» — победа

## Фильмография

### Кинематограф
| Год  | Фильм                        | Режиссёр | Сценарист | Примечания                 |
| ---- | ---------------------------- | -------- | --------- | -------------------------- |
| 1970 | Воскрешение Бронко Билли     | Нет      | Да        | Оператор; короткометражный |
| 1979 | Скейттаун, США               | Нет      | Да        |                            |
| 1980 | Мольбы на ТВ                 | Нет      | Да        |                            |
| 1981 | Побег из Нью-Йорка           | Нет      | Да        |                            |
| 1982 | Игра в убийство              | Да       | Да        |                            |
| 1984 | Последний звёздный боец      | Да       | Нет       |                            |
| 1986 | Мальчик, который умел летать | Да       | Да        |                            |
| 1989 | Чечётка                      | Да       | Да        |                            |
| 1991 | Капитан Крюк                 | Нет      | Да        |                            |
| 1993 | Деннис-мучитель              | Да       | Нет       |                            |
| 1995 | Майор Пэйн                   | Да       | Нет       |                            |
| 1996 | Господин Ошибка              | Да       | Нет       |                            |
| 2001 | Aнгел-хранитель              | Да       | Нет       |                            |
| 2004 | Массовка                     | Да       | Нет       |                            |
| 2006 | Война Коннорса               | Да       | Нет       |                            |
| 2007 | Август Раш                   | Нет      | Да        |                            |

#### Актёрские работы
| Год  | Фильм                        | Роль                    | Примечания                                            |
| ---- | ---------------------------- | ----------------------- | ----------------------------------------------------- |
| 1974 | Тёмная звезда                | Инопланетянин           | Ассистент оператора                                   |
| 1978 | Хэллоуин                     | Майкл Майерс / Призрак  |                                                       |
| 1981 | Побег из Нью-Йорка           | Пианист                 | Сценарист                                             |
| 1986 | Мальчик, который умел летать | Куп де Виль             | Режиссёр и сценарист                                  |
| 2018 | Хэллоуин                     | Майкл Майерс / Призрак  | Эпизодическое появление, звуки дыхания                |
| 2021 | Хэллоуин убивает             | Майкл Майерс / Призрак  |                                                       |
| 2022 | Хэллоуин заканчивается       | Майкл Майерс / тусовщик | Эпизодическое появление, звуки дыхания Майкла Майерса |

### Телевидение
| Год  | Проект               | Режиссёр   | Сценарист  | Продюсер | Примечания            |
| ---- | -------------------- | ---------- | ---------- | -------- | --------------------- |
| 1987 | Удивительные истории | Да (1 эп.) | Нет        | Нет      | Сериалы               |
| 1988 | Мамина семья         | Нет        | Да (1 эп.) | Нет      | Сериалы               |
| 1990 | Шангри-ла-Плаза      | Да         | Да         | Да       | Композитор; телефильм |
| 2001 | Однажды ночью        | Да         | Нет        | Нет      | Телефильм             |